# Ludwik Wolski
Ludwik Wolski (ur. 1881, zm. 1953) – polski duchowny katolicki, społecznik, kanonik.

## Życiorys

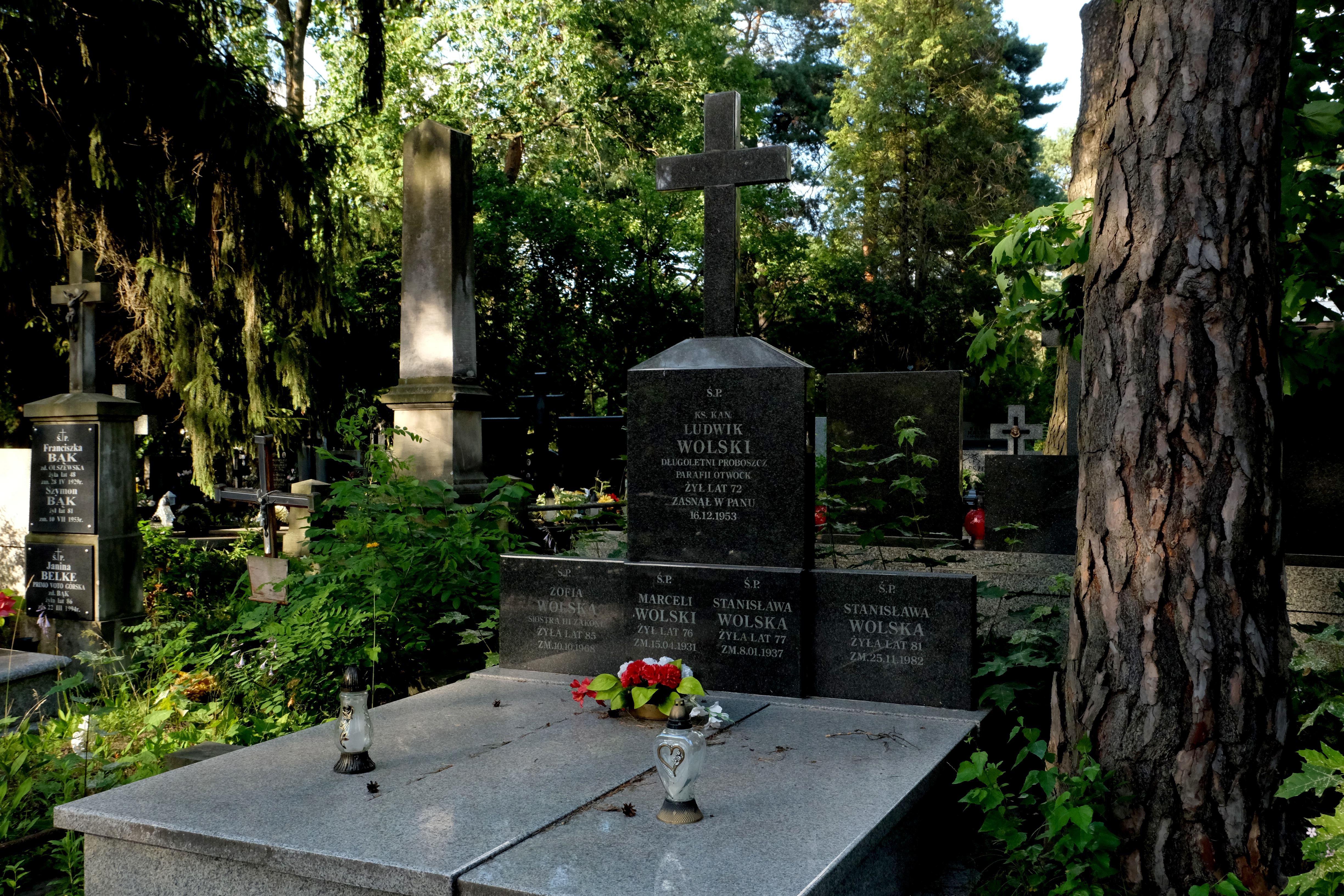
Grób ks. Ludwika Wolskiego na cmentarzu parafialnym w Otwocku

Ukończył Seminarium Duchowne w Warszawie, w 1905 przyjął święcenia kapłańskie. W latach 1919–1923 był proboszczem parafii w Jazgarzewie, a w okresie 1923–1949 – parafii św. Wincentego á Paulo w Otwocku.
Był inicjatorem ustawienia przy ul. Orlej w Otwocku figury Chrystusa dźwigającego krzyż – repliki figury sprzed kościoła św. Krzyża w Warszawie, stanowiącej wotum za zwycięstwo w wojnie polsko-bolszewickiej 1920 roku. Zbudował dom parafialny, a w latach 1930–1935 – nowy kościół, według projektu swojego starszego brata, architekta Łukasza Wolskiego. Zorganizował ognisko wychowawcze dla dzieci, wydawał dla nich pisma, z jego inicjatywy powstała kasa pożyczkowa.
Podczas okupacji hitlerowskiej ksiądz i jego współpracownicy z parafii nieśli pomoc i schronienie wielu osobom, w tym licznym wówczas w Otwocku Żydom. Tym, którym udało się uciec z transportów do obozu zagłady w Treblince, ks. Ludwik Wolski pozwalał nocować w domu parafialnym i w kościele. Wypisywał też fikcyjne metryki dzieciom, dzięki czemu mogły legalnie przebywać w domach wychowawczych i sierocińcach. Udokumentowanych jest pięć przypadków uratowania życia. Najbardziej potrzebujący mogli też liczyć na pomoc w postaci dożywiania, zaopatrzenia w lekarstwa i zapomóg.
Po wojnie ksiądz pomagał osobom prześladowanym przez NKWD i UB, szczególnie żołnierzom Armii Krajowej i powstańcom warszawskim. Nadal też wspierał wychowanie i edukację dzieci i niezamożnej młodzieży.
Instytut Jad Waszem w Jerozolimie w 2009 przyznał ks. Wolskiemu pośmiertnie Medal Sprawiedliwy wśród Narodów Świata. Medal, przekazany przez rodzinę księdza na ręce obecnego proboszcza, został umieszczony w gablocie w kościelnej kaplicy. Medalem został wyróżniony także ówczesny wikariusz Jan Raczkowski.
Ksiądz Ludwik Wolski pochowany jest na cmentarzu parafialnym w Otwocku.